# Пауэлл (Вайоминг)
Пауэлл (англ. Powell) — город, расположенный в округе Парк (штат Вайоминг, США) с населением в 5373 человека по статистическим данным переписи 2000 года.

## История
Пауэлл получил статус города в 1909 году. Своим названием город обязан американскому военному деятелю, путешественнику, исследователю, географу, возглавлявшему экспедицию по исследованию реки Колорадо и Гранд-Каньона Джону Уэсли Пауэллу.
23 января 1908 года в городе появилось отделение почтовой связи США.

## География
По данным Бюро переписи населения США, город Пауэлл имеет общую площадь в 9,58 квадратных километров, водных ресурсов в черте населённого пункта не имеется.
Город Пауэлл расположен на высоте 1339 метров над уровнем моря.

## Демография
По данным переписи населения 2000 года, в Пауэлле проживало 5373 человека, 1272 семьи, насчитывалось 2083 домашних хозяйств и 2249 жилых домов. Средняя плотность населения составляла около 557 человека на один квадратный километр. Расовый состав Пауэлла по данным переписи распределился следующим образом: 95,44 % белых, 0,13 % — чёрных или афроамериканцев, 0,47 % — коренных американцев, 0,39 % — азиатов, 0,04 % — выходцев с тихоокеанских островов, 1,01 % — представителей смешанных рас, 2,53 % — других народностей. Испаноговорящие составили 6,81 % от всех жителей города.
Из 2083 домашних хозяйств в 26,8 % — воспитывали детей в возрасте до 18 лет, 49,1 % представляли собой совместно проживающие супружеские пары, в 9,1 % семей женщины проживали без мужей, 38,9 % не имели семей. 31,4 % от общего числа семей на момент переписи жили самостоятельно, при этом 14,5 % составили одинокие пожилые люди в возрасте 65 лет и старше. Средний размер домашнего хозяйства составил 2,28 человек, а средний размер семьи — 2,89 человек.
Население города по возрастному диапазону по данным переписи 2000 года распределилось следующим образом: 21,0 % — жители младше 18 лет, 18,6 % — между 18 и 24 годами, 22,4 % — от 25 до 44 лет, 19,5 % — от 45 до 64 лет и 18,4 % — в возрасте 65 лет и старше. Средний возраст жителей составил 35 лет. На каждые 100 женщин в Пауэлле приходилось 85,4 мужчин, при этом на каждые сто женщин 18 лет и старше приходилось 83,5 мужчин также старше 18 лет.
Средний доход на одно домашнее хозяйство в городе составил 27 364 доллара США, а средний доход на одну семью — 34 877 долларов. При этом мужчины имели средний доход в 36 175 долларов США в год против 21 000 долларов среднегодового дохода у женщин. Доход на душу населения в городе составил 14 518 долларов в год. 13,5 % от всего числа семей в округе и 20,3 % от всей численности населения находилось на момент переписи населения за чертой бедности, при этом 24,9 % из них были моложе 18 лет и 4,8 % — в возрасте 65 лет и старше.

## Известные люди
- Уильям Эдвардс Деминг — американский учёный, статистик и консультант по теории управления качеством
- Дик Джонс — политик
- Крис Кули — профессиональный игрок в американский футбол